# گراهام گرین
هنری گراهام گرین (به انگلیسی: Henry Graham Greene) (زادهٔ ۲ اکتبر ۱۹۰۴ – درگذشتهٔ ۳ آوریل ۱۹۹۱) رمان‌نویس، نمایشنامه‌نویس، منتقد ادبی و سینمایی و نویسندهٔ پرکار داستان‌های کوتاه انگلیسی بود.
او در طول عمر طولانیش در غالب معرکه‌های سیاسی و انقلابی گوشه و کنار جهان حاضر و ناظر بود و ماجراهای داستان‌هایش عمدتاً در متن همین وقایع قرن بیستم می‌گذرد، آثاری که ابهامات انسان نوین در این دنیای ناآرام را می‌نماید.

## زندگی
گراهام گرین چهارمین فرزند از شش فرزند چارلز هنری و ماریون گرین بود. پدر وی چارلز هنری گرین رئیس مدرسه برکهمستد (Berckhamsted) بود. برادرش هیو نیز تا مدیر کلی شبکه بی‌بی‌سی ترقی کرد.
گرین ابتدا در مدرسه پدرش و سپس در آکسفورد تحصیل کرد. در دوران نوجوانی ملال مرضی و مهلکش او را دو بار به خودکشی کشاند؛ و حتی مدتی به بازی رولت روسی پرداخت؛ به مدت شش ماه هر ماه یک بار به جنگلی دورافتاده می‌رفت و یک گلوله در خشاب چرخنده یک رولور شش تیر قرار می‌داد، خشاب را می‌چرخاند و لوله تپانچه را به شقیقه‌اش می‌گذاشت و ماشه را می‌چکاند. در هر شش بار گلوله‌ای شلیک نشد؛ و به گفته خودش هجوم آدرنالین در شرایط ترس و هیجان بسیار شیمی خون و روحیه‌اش را تغییر می‌داد و افسردگی اش را موقتاً درمان می‌کرد.
 او دربارهٔ این تجربه در جستار «رولور در گنجه کنجی» که در مجموعه کودکی گمشده (۱۹۵۱) چاپ می‌شود، می‌نویسد اما از مجموعه جستارهای ۱۹۶۹ حذف می‌شود.

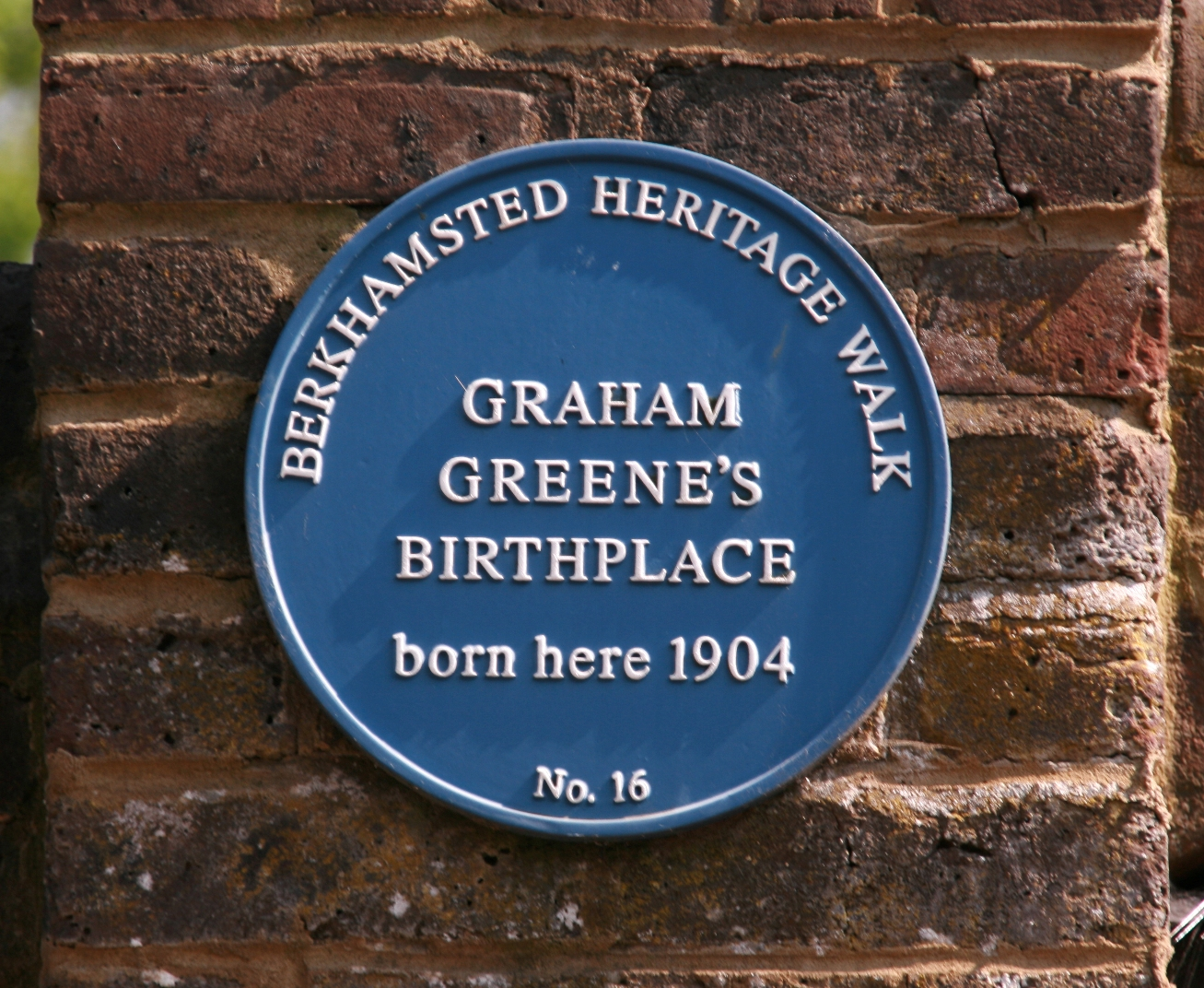
تابلویی که نشانگر زادگاه گراهام گرین است.

در ۱۹۲۳ به حزب کمونیست انگلستان پیوست. عضویتی که خود آن را یک جور شوخی می‌خواند: «... لاس مختصری با آن زدم. در سال ۱۹۲۳ آدم هنوز می‌توانست به انقلاب اکتبر اعتقاد داشته باشد… عضویت من در حزب فقط چهار هفته طول کشید و بعد بالکل تمام شد…»
اولین مجموعه شعر وی به نام آوریل سرایی در ۱۹۲۵، سال آخر حضورش در آکسفورد به چاپ رسید. پس از فارغ‌التحصیل شدن مدتی را در روزنامه ناتینگهام کار کرد. سپس به عنوان معاون و سردبیر روزنامه تایمز در لندن مشغول به کار شد.
در ۱۹۲۶ پس از آشنایی با ویوین داریل برونینگ و به تشویق او مذهب آبا و اجدادی انگلیکان را ترک گفت و کاتولیک شد. گرایشی عمیق و پایدار به مذهبی پر از جزمیت و معجزه. اگرچه او همیشه اصرار داشت رمان‌نویسی کاتولیک نیست اما بعد مذهبی آثارش اهمیت زیادی پیدا کرد و این را می‌توان در صخره برایتون و عالیجناب کیشوت و قدرت و جلال به خوبی مشاهده کرد.
گرین در اکتبر سال ۱۹۲۷ با ویوین داریل براونینگ ازدواج کرد و دو فرزند از او آورد؛ لوسی در ۱۹۳۳ و فرنسیس در ۱۹۳۶. او همچنین در اواخر سال ۱۹۴۶ رابطه‌ای جدی را با کاترین والستون، همسر ملاک ثروتمندی هنری والستون برقرار می‌کند و این رابطه، پایه رمان پایان رابطه می‌شود.

## سفرها
مسافرت‌های گرین از سال ۱۹۳۴ و با سفر کوتاه به کشورهایی چون آلمان، لیتوانی، استونی شروع شد. در ۱۹۳۸ سفر او به مکزیک با حمایت مالی کلیسای کاتولیک برای مشاهده آثار حکومت ضد مذهبی این کشور به نوشتن کتاب جاده‌های بی‌قانون (قدرت و جلال) انجامید. کتابی که مورد انتقاد شدید واتیکان قرار گرفت.
گرین با شروع جنگ جهانی دوم در وزارت اطلاعات مشغول به کار شد. پس از آن به عنوان داوطلب در جوخه پدافند هوایی خدمت کرد.
در ماه اوت ۱۹۴۱ به خدمت سرویس اطلاعاتی انگلیس درآمد و در شهر فری تاون، سیرالئون به کار گمارده شد. در سال ۱۹۴۳ به لندن بازگشت و از طرف اینتلیجنس سرویس به عنوان مسئول ضداطلاعاتی در امور پرتغال درآمد و با کیم فیلبی مسؤول اطلاعات منطقه دوست شد.

در سال ۱۹۴۴ خدمت در نظام را کنار گذاشت؛ و پس از جنگ نیز به بسیاری از کشورهای دنیا از جمله هائیتی، پاناما، کوبا، ویتنام و… سفر کرد
گراهام گرین عاقبت به سال ۱۹۹۱ در سن ۸۷ سالگی در منزلش در منطقه وو وه کشور سوئیس بدرود حیات گفت.

## نویسندگی
در سال ۱۹۲۹ اولین رمان وی انسان و درونش انتشار یافت. دو کتاب بعدی‌اش نام عملیات و شایعه در شب چندان خوب از آب در نیامدند. در ۱۹۳۱ کتابترن استانبول را نوشت که او را به عنوان یک چهره شاخص ادبی معروف کرد و موفقیت مالی خوبی داشت. در همین زمان شروع به نوشتن مقالات سینمایی در روزنامه تایمز کرد و یکی از بهترین منتقدان سینمایی لقب گرفت.
کتاب‌های بعدی او بیشتر تحت تأثیر مشاهدات او در سفرهایش نوشته شدند، داستان‌هایی که تضادهای روحی او را می‌تابانند.
با اینکه همهٔ آثارش را داستان‌هایی ساده و سرگرم‌کننده می‌دانست، آنها را بسیار جدی و با وسواس می‌نوشت. کاتولیک شده بود، اما همواره با ارباب کلیسا سر ناسازگاری داشت؛ ژان پل دوم را به خاطر مخالفت با قرص‌های ضدبارداری کوته نظر می‌خواند و دو سال قبل از مرگش گفته بود:
«پاپ یک خصلت لازم را ندارد، آن هم شک است.»
علی‌رغم این طبیعت مذهبی، گرایش رمانتیک او به کمونیسم در همهٔ احوالاتش آشکار بود؛ و با این که دشمنی با امپریالیسم (نمونه آشکارش کتاب آمریکایی آرام) در جای‌جای وجودش موج می‌زد:
«... حاضرم هر کاری بکنم تا چوب نازکم را لای چرخ سیاست خارجی آمریکا بگذارم…»
بسیاری معتقدند او تا پایان عمر برای ام‌آی۶ کار می‌کرد.

### ادبیات نمایشی
گراهام گرین در طول عمر خود ۸ نمایشنامه و ۵ فیلمنامه نوشت و بسیاری از آثار او نیز به فیلم تبدیل شدند.
فیلم مرد سوم که داستانی است ماهرانه از قاچاق دارو بعد از جنگ جهانی دوم در وین تحت اشغال قوای متفقین و فیلمنامه آن توسط گرین و با همکاری کارول رید نوشته شده، در سال ۱۹۴۹ جایزه اول جشنواره کن را از آن خود کرد. فیلمنامه بت شکسته نیز گرین را در سال ۱۹۵۰ برای دریافت بهترین فیلم نامه نامزد کرد.
در فیلم دانی دارکو در دقایق ٬۲۲ ۴۲ و ۷۴ در مورد یکی از آثار گرین به نام «خرابکاران» بحث می‌شود.

## کتاب‌ها

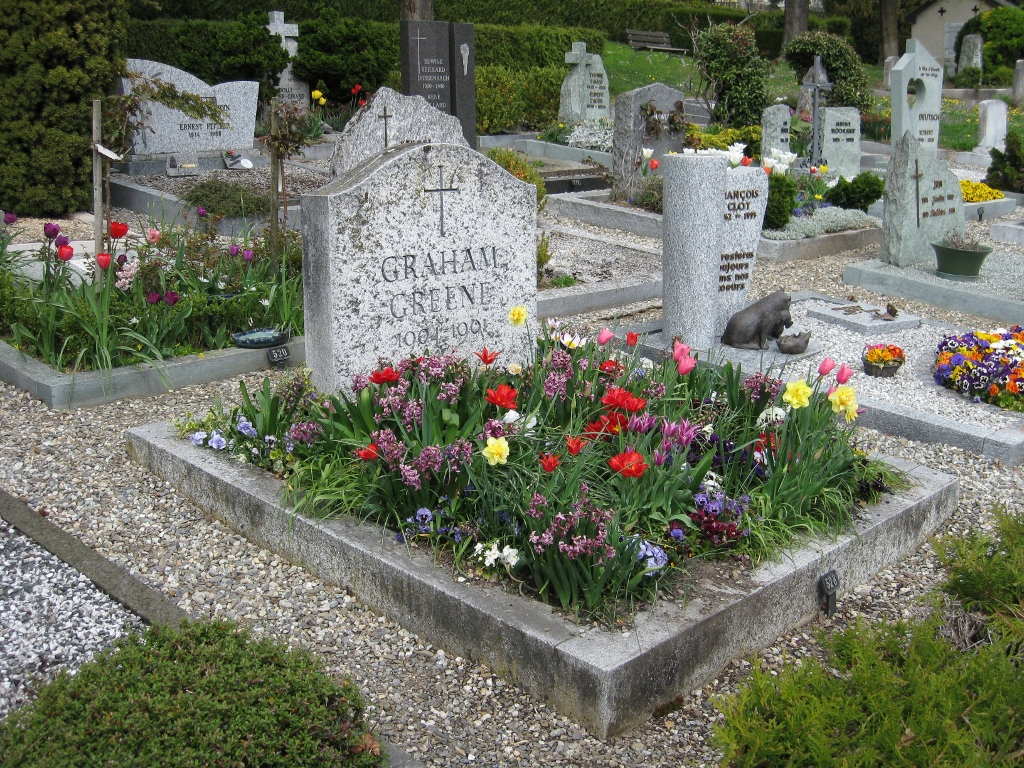
سنگ گور گراهام گرین در گورستان شهر کُرسو در سوئیس

محصول کمابیش هفتاد سال قلم زدن او ۶۴ کتاب است: از جمله ۲۸ رمان، ۴ زندگینامه خود نوشت، ۳ سفرنامه، ۴ مجموعه داستان کوتاه، ۴ کتاب کودک، ۸ نمایشنامه و ۵ فیلمنامه.
مهم‌ترین رمان‌های گراهام گرین:
- ۱۹۲۹ - انسان و درونش
- ۱۹۳۲ - سفر بی‌بازگشت
- ۱۹۳۴ - اینجا میدان جنگ است
- ۱۹۳۵ - انگلستان مرا ساخت
- ۱۹۳۶ - اسلحه‌ای برای فروش
- ۱۹۳۷ - صخره برایتون
- ۱۹۳۹ - مأمور معتمد
- ۱۹۴۰ - قدرت و جلال
- ۱۹۴۳ -وزارت ترس
- ۱۹۴۸ - جان کلام
- ۱۹۴۹ - مرد سوم
- ۱۹۵۱ - پایان رابطه
- ۱۹۵۵ - آمریکایی آرام
- ۱۹۵۸ _ مأمور ما در هاوانا
- ۱۹۶۰ - از درمان گذشته (فصل بارانی)
- ۱۹۶۶ - مقلدها
- ۱۹۶۹ - سفرهایم با خاله‌جان
- ۱۹۷۳ - کنسول افتخاری
- ۱۹۷۸ - عامل انسانی
- ۱۹۸۰ - دکتر فیشر ژنوی - ضیافت
- ۱۹۸۲ - عالیجناب کیشوت
- ۱۹۸۵ - مرد دهم
- ۱۹۸۸ - باخت پنهان